# 黎力基
鲁道夫·克里斯蒂安·弗里德里希·莱希勒（德語：Rudolf Christian Friedrich Lechler；1824年7月26日—1908年3月29日），汉名黎力基，德國赴華新教传教士，中國巴色會（今基督教香港崇真會）的主要首領，在華生活52年（1847年－1899年）。1874年當選中國巴色會首領，與同工們建立了51所傳教站，56間學校。受洗者超過2,000人。他也在《莱希勒-梅德赫斯特協議》之下協助客家基督徒移民定居東南亞，現今的英語：，羅馬化：Lutheran Church in Malaysia and Singapore因此成立。他對中國文化與哲學有很深的研究，後來能夠講流利的廣東客家語，並把《馬太福音》及《路加福音》翻譯成該語言。黎力基對客家基督教的早期發展與貢獻不小，而今日的客家基督徒在全球估計有大約15萬名 。

## 早期工作
黎力基於1824年出生在多瑙河流域之英語：，羅馬化：Hundersingen，是萊克勒家庭第三個兒子，他父親戈特洛布·萊克勒在霍亨索伦-锡格马林根侯国做牧師， 因此黎力基是在一個虔誠的家庭成長。黎力基十歲時他母親就過世，他從小在家裡受家庭教育，學習科目為拉丁語、希臘語、法語、《聖經》及教會歷史。畢業之後就去當布雷斯坦商人路德維希·施密德加侖之學徒。在1842年11月，黎力基完成了四年的學徒並有資格作一位商人，但他患了重病，康復之後就起決心當傳教士。

## 前往中國
1849年，黎力基赴中國廣東省汕頭市澄海區鹽竈，租港頭佩蘭軒書屋作為講道會所，便開始在這裏傳道。

## 最後的歲月
黎力基在華事奉直至75歲，1899年才回德國。回國後他也沒有停下來，繼續講道、演講、寫自傳。但他的心一直在中國，甚至在臨終夢囈中還說：「我們必須回家去，回香港去，回坪塘去！」

## 外部連結
- 黎力基（1824 ~ 1908）中國基督教人名辭典（英文）
- 承傳使命：黎力基